# (100440) 1996 PJ6
(100440) 1996 PJ6 es un asteroide perteneciente al cinturón de asteroides, descubierto el 14 de agosto de 1996 por el equipo del Near Earth Asteroid Tracking desde el Observatorio de Haleakala, Hawái, Estados Unidos.

## Designación y nombre
Designado provisionalmente como 1996 PJ6.

## Características orbitales
1996 PJ6 está situado a una distancia media del Sol de 2,340 ua, pudiendo alejarse hasta 2,893 ua y acercarse hasta 1,788 ua. Su excentricidad es 0,236 y la inclinación orbital 1,992 grados. Emplea 1308 días en completar una órbita alrededor del Sol.

## Características físicas
La magnitud absoluta de 1996 PJ6 es 16,4.